# Diana Box
Diana Box Alonso (Alta Saboya, 6 de marzo de 1971) es una ex jugadora de balonmano española que compitió con el Elda y la Selección Española. Actualmente es concejal del Ayuntamiento de Torrevieja por el Partido Popular.

## Trayectoria
Criada en las escuelas deportivas de Torrevieja, pasó después al CBM Alacant. De ahí al Valencia Urbana Mislata, un año en el Corteblanco Bidebieta y, en 1994, terminó en Elda, donde vivió sus mejores años deportivos con 8 títulos en las 10 temporadas en las que jugó hasta su retirada, en 2009.
19 temporadas en División de Honor, cuatro participaciones en Champions League, ha disputado Campeonatos del Mundo, Campeonatos de Europa, Juegos del Mediterráneo. 
En la actualidad es vicepresidenta de la Federación Española de Balonmano.
Fue presidenta de la Asociación de Jugadoras de Balonmano (actualmente denominada Asociación de Mujeres de Balonmano) del 2014 al 2022.
Más de 100 partidos como internacional absoluta, en los que metió 124 goles, Diana debutó ante la selección de Suecia el 25 de abril de 1997. Compitió en los Juegos Olímpicos del 2004 en Atenas, donde el equipo nacional alcanzó los cuartos de final y se retiró del combinado nacional en el Torneo Internacional 6 Naciones ante Islandia, el 21 de octubre de 2007.

### Entrenadora
Fue la primera entrenadora del equipo sénior del Elda Prestigio, durante las temporadas 2008-09 y 2009-10, que sustituyó en el cargo a Ángel Sandoval. El Prosolia SIID Elda Prestigio llegó a la final de la Copa Europea de la EHF en su último año como entrenadora. 

## Palmarés

### Clubes
- 4 x División de Honor (1998/99, 2002/03, 2003/04, 2007/08)
- 2 x Copa de la Reina (2001/02, 2004/05)
- 1 x Copa ABF (2004/05)
- 1 x Supercopa de España (2004/05)

### Como entrenadora
- 1 x Supercopa de España (2008/09)

### Galardones
- Medalla de Oro y Brillantes de la RFEBM (2025)[12]
- Medalla de Bronce, Plata y Oro al mérito deportivo de la RFEBM (2006, 2010, 2015)[13][14]
- Insignia olímpica a la trayectoria deportiva y profesional del COE.
- Mejor deportista de Torrevieja (2004/05).

## Política
Concejal del Ayuntamiento de Torrevieja desde el año 2019 lleva las delegaciones de Deportes, Sanidad y Control de Plagas y Limpieza de Dependencias Municipales. Además, asumió otras áreas de gestión como Sanidad y Salud Pública en tiempos de pandemia y de reversión del Hospital, Limpieza de Edificios Municipales y Aseo Urbano.

## Vida
Se proclama admiradora de Silvia Navarro, Paula Arcos y Eli Cesáreo, así como de Bojana Pópovic o Ljudmila Bodnieva y de sus excompañeras Isa Ortuño, Susana Fraile o Maru Sánchez.